# Patriots Day
Patriots Day er en amerikansk drama-actionfilm fra 2016 instrueret af Peter Berg. Den omhandler terrorangrebet i Boston 2013, hvor der blev sprængt to hjemmelavet bomber ved mållinjen under Boston Marathon. Filmen blev udgivet den 21. december 2016 i USA.